# Fatih’in Fedaisi Kara Murat
Fatih’in Fedaisi Kara Murat ist ein türkischer Actionfilm aus dem Jahr 2015. Der Film wurde vom Regisseur Aytekin Birkon gedreht und erschien am 16. Januar 2015 in den türkischen Kinos. Der Film basiert auf der Comicfigur Kara Murat von Rahmi Turan.

## Inhalt
Kara Murat ist ein starker und junger Kämpfer. Im Krieg zwischen dem Osmanischen und dem Byzantinischen Reich in Serbien ist er ein Krieger, der gegen die byzantinischen Soldaten kämpft. Er erregt die Aufmerksamkeit von Byzanz, als er die osmanischen Grenzen vor den Angreifern schützte.

## Veröffentlichung
Fatih’in Fedaisi Kara Murat kam hierzulande am 15. Januar 2015 in die Kinos, während er in der Türkei erst am 16. Januar 2015 herauskam.

## Rezeption
- Lexikon des internationalen Films: Eine Mischung aus historischen Re-Enactment und Splatter-Film, in dem naturalistisch ausgereizte Schlachtenszenen eine Schlüsselrolle spielen. Die populäre Figur des osmanischen Heerführers wird einem national-religiösen Ehrbegriff zugänglich gemacht, der für totalitäre Interpretationen offen steht.[3]